# IC 662
IC 662 ist eine elliptische Galaxie vom Hubble-Typ E2 im Sternbild Löwe auf der Ekliptik. Sie ist schätzungsweise 518 Millionen Lichtjahre von der Milchstraße entfernt und hat einen Durchmesser von etwa 140.000 Lichtjahren.

Im selben Himmelsareal befinden sich u. a. die Galaxien IC 660 und IC 661.
Das Objekt wurde am 11. März 1893 vom französischen Astronomen Stéphane Javelle entdeckt.